# Invincible (filme de 2022)
Invincible é um filme em curta-metragem canadense de 2022 escrito e dirigido por Vincent René-Lortie.
Foi o vencedor do Prix Iris de melhor curta-metragem em live action no 25º Quebec Cinema Awards em 2023, e foi indicado para o Oscar 2024 na categoria de melhor curta-metragem.

## Enredo
Inspirado em uma história real, o curta de trinta minutos é estrelado por Léokim Beaumier-Lépine como Marc-André Bernier, um jovem problemático que foi encarcerado em um centro de detenção juvenil; depois de passar um fim de semana com sua família em licença, ele está disposto a fazer tudo o que for necessário para evitar ter que retornar às instalações.

## Elenco
- Léokim Beaumier-Lépine
- Isabelle Blais
- Ralph Prosper

## Lançamento
O filme estreou no Festival Internacional de Cinema de Tirana de 2022, e teve sua estreia canadense no Festival du nouveau cinéma de Montreal de 2022.

## Prêmios e indicações
| Premiação                                                    | Ano  | Categoria                             | Resultado | Ref.  |
| ------------------------------------------------------------ | ---- | ------------------------------------- | --------- | ----- |
| Festival Internacional de Cinema Infantil de Chicago         | 2022 | Melhor curta-metragem                 | Venceu    | [ 4 ] |
| Festival Internacional de Curta-Metragem de Clermont-Ferrand | 2023 | Prêmio Especial do Júri Internacional | Venceu    | [ 5 ] |
| Festival de Cinema de Tampere                                | 2023 | Melhor ficção internacional           | Venceu    | [ 6 ] |
| Prix Iris                                                    | 2023 | Melhor curta-metragem                 | Venceu    | [ 7 ] |
| Oscar                                                        | 2024 | Melhor curta-metragem                 | Pendente  | [ 8 ] |